# Fagana
La lignée des membres de la famille Fagana fait partie d'une ancienne haute noblesse bavaroise.

## Origines

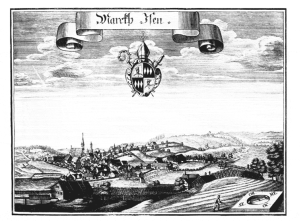
Burgrain, gravure de Michael Wening dans la Topographia Bavariae de 1700.

On pense que la famille Fagana, comme d'autres grandes familles nobles de la région, étaient les descendants de rois ou chefs des clans germaniques qui s'intégrèrent dans la région bavaroise aux Marcomans et clans celtiques.
Les Fagana sont cités dans la troisième règle de la Lex Baiuvariorum, la plus ancienne collection (du VIIIe siècle, rappelant celle du VIe siècle) de la loi germanique du duché de Bavière, inspirée, comme pratiquement toute la loi germanique de l'époque, par le Codex Euricianus, le code d'Euric, roi des Wisigoths. 
Les terres ancestrales des Fagana se trouvaient en Haute-Bavière dans la région située entre les rivières Isar et Inn et entre l'affluent du Mangfall[pas clair] et la partie inférieure de l'Amper. Ce territoire a également fait partie d'Hertingau (Erding) et Isen[pas clair] en Bavière.

## Faits des membres éminents

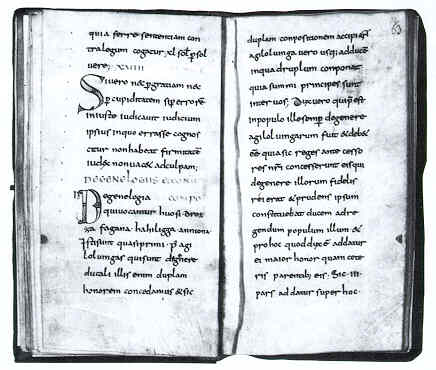
Lex Baiuvariorum, manuscrit du IXe siècle qui est aujourd'hui à la Bibliothèque de l'Université de Munich, la page indique le paragraphe qui concerne la famille Fagana: "... À propos des familles appelées : Huosi, Trozza, Fagana, Hahiligga et Anniona."

Au VIIIe siècle, il est possible que des membres de la famille Fagana furent les fondateurs de certains monastères dans la vallée de l'Isen (Isental). Tels que :
- L'abbaye Saint-Zénon d'Isen, fondée par les Fagana en 752 avec l'aide de Joseph de Freising (de) († 764), évêque de Freising (747-764)

Ce que nous savons le plus des seigneurs Fagana est, en ce qui concerne le comté d'Isen (Isengau), le travail du comte Job (ou Jacob, actif entre les années 790 et 820). Des études linguistiques sur les Fagana montrent que l’Isengau était considéré comme la principale possession du clan, et en particulier la haute vallée de l'Isen qui semble exercer une forte attraction pour lui. Là, pendant la colonisation bavaroise, et autour de l'Isen, à plusieurs reprises, la terminaison «-ing» est mise pour les noms de lieux, comme dans Pemmering, Penzing, Schnaupping, etc. Et «-ment» est ajouté aux noms pour les plus anciennes colonies de Bavière.
Un des principaux lieux du clan Fagana, qui a été appelé plus tard comté de Burgrain, fut le début de l'expansion territoriale de l'évêque de Freising, Freising Atto (ou Atto der Kienberger, † 810), évêque de Freising (de 784 à 810), ancien abbé de Scharnitz et Schlehdorf, acquis en 808 du seigneur Riphwin, du clan Fagana. La confirmation de l'échange a été autorisée par Charlemagne le 4 mai 811.